# Talsperre Aisol
Die Talsperre Aisol (spanisch Represa Aisol bzw. Dique Aisol) ist eine Talsperre mit Wasserkraftwerk in der Provinz Mendoza, Argentinien. Sie staut den Río Atuel zu einem kleinen Stausee auf. Die Talsperre und das zugehörige Kraftwerk Nihuil II (span. Central hidroeléctrica Nihuil II) werden auch als Wasserkraftwerkskomplex Nihuil II (span. Complejo hidroeléctrico Nihuil II) bezeichnet.
Die Talsperre dient der Stromerzeugung. Mit ihrem Bau wurde 1967 begonnen. Sie wurde 1969 fertiggestellt. Die Talsperre und das Wasserkraftwerk sind in Staatsbesitz (Provincia de Mendoza). Die Konzession für den Betrieb wurde der Hidroeléctrica Nihuiles S.A. am 1. Juni 1994 übertragen.

## Absperrbauwerk
Das Absperrbauwerk ist eine Gewichtsstaumauer aus Beton mit einer Höhe von 40 m über dem Flussbett. Die Mauerkrone liegt auf einer Höhe von 1069 m über dem Meeresspiegel. Die Länge der Mauerkrone beträgt 85 m, ihre Breite an der Krone 5,5 m. Das Volumen des Absperrbauwerks liegt bei 30.635 m³. Die Staumauer verfügt sowohl über eine Hochwasserentlastung als auch über einen Grundablass. Über die Hochwasserentlastung können maximal 600 m³/s abgeleitet werden, über den Grundablass maximal 15 m³/s.

## Stausee
Das normale Stauziel liegt zwischen 1061,5 und 1067,5 m. Bei einem Stauziel von 1067,5 m erstreckt sich der Stausee über eine Fläche von rund 0,067 (bzw. 0,08) km² und fasst 0,45 (bzw. 0,67 oder 0,71) Mio. m³ Wasser. Das minimale Stauziel beträgt 1058,5 m.

## Kraftwerk
Das Kraftwerk Nihuil II wurde von 1963 bis 1968 errichtet. Das Maschinenhaus des Kraftwerks befindet sich etwa 10 km flussabwärts der Talsperre am rechten Flussufer. Die installierte Leistung beträgt 131,2 (bzw. 133,12 136,2 oder 139,2) MW. Die durchschnittliche Jahreserzeugung wird mit 316 (bzw. 380) Mio. kWh angegeben. Die Jahreserzeugung schwankt: sie lag 2000 bei 324 Mio. kWh und 2006 bei 544 Mio. kWh.
Von den insgesamt 6 Francis-Turbinen leisten 4 jeweils maximal 20 (bzw. 22) MW und die beiden restlichen jeweils 25,6 MW. Die Nenndrehzahl der Turbinen beträgt 428 min−1. Die Fallhöhe liegt zwischen 174,7 und 180,7 m. Der Durchfluss beträgt jeweils 13 m³/s für die ersten 4 Turbinen und jeweils 15 m³/s für die beiden anderen Turbinen.

## Sonstiges
Der Betreiber Hidroeléctrica Nihuiles S.A. ist zu 52,04 % im Besitz von Pampa Energía.